# 羽後町
羽後町（日语：／ Ugo machi */?）是位於日本秋田縣南部的町，隸屬於雄勝郡。雄物川流經東部的邊界並往北流。羽後町在江戶時代作為貨物集散地而繁榮，並且作為久保田藩指定的宿驛而成為周邊地區的經濟中心。當地每年在盂蘭盆節舉辦的西馬音内盆踊為日本三大盆之一，於近代被指定為日本的重要無形民俗文化財，並且在2022年作為「風流踊」的名單之一被聯合國教科文組織登錄為非物質文化遺產。

## 地理
羽後町境內約67%的面積被森林覆蓋，其中約九成的森林為民有林。西北部為八鹽山等山岳，西南部則隔著姥井戶山、月山等山與湯澤市和由利本莊市相接。西部地區坐落著南北縱貫的出羽山地，其海拔為200至250公尺。東部地勢較低的地帶則位於橫手盆地的範圍內，並且由西馬音内沖積扇與雄物川形成的沖積地組成，其海拔為60至100公尺。雄物川流經東部的邊界並往北流。西馬音内川、田代川、新町川等河則流經西部的山岳地帶，並在東邊注入雄物川。

### 氣候
羽後町的氣候受到地形影響，因此氣溫與降雨量皆有差異。根據統計，2022年當地的年均溫為11.1℃，年降雨量則為1567.5毫米。羽後町是秋田縣內降雪量最多的地區之一，平地的積雪量約為1公尺，山間地帶則可超過2公尺。全區皆被指定為特別豪雪地帶。

## 歷史
羽後町自古時便有人類居住，境內的五把出山與足田遺跡曾發掘出屬於舊石器時代晚期的石器。鎌倉時代的正應年間（1288年至1293年），一位名為源親的僧侶將藏王權現勸請至當地（現西馬音内御嶽神社），並在境內跳著祈求來年豐收的舞蹈。據信此舞蹈便是西馬音內盆踊的起源之一。
江戶時代，當地的西馬音内地區因受惠於便利的水陸交通而發展成貨物的集散地，並且因被久保田藩指定為驛傳的宿驛而成為周邊地區的經濟中心。寬文11年（1671年），當地設置郡奉行所，於天和3年（1683年）廢除後，再於寬正7年（1795年）於西馬音内設置陣屋，並管轄前鄉、堀回、山田、橫堀4區至明治維新時期。
明治22年（1889年）4月，日本在當地實施町村制，並將境內的村莊合併成西馬音内村、三輪村、新成村、 明治村、元西馬音内村、田代村與仙道村。明治30年（1897年），西馬音内村改制為西馬音内町。昭和30年（1955年）4月，西馬音內町與上述6個村合併成羽後町。昭和31年（1956年）10月，平鹿郡的十文字町與雄物川町的部分地區編入，形成現今的羽後町。而當地在平成大合併時選擇維持獨立。
昭和58年（1983年）的日本海中部地震在羽後町引發震度4至5的地震。2011年3月11日的日本東北地方太平洋近海地震則在當地引發震度4的地震，並造成當地停電約30小時。

## 行政
現任町長佐佐木康寬於2025年4月在選舉中成功當選，也是當地時隔12年再度以投票的方式舉行町長選舉；其任期將持續至2029年4月。此次選舉的投票率為72.6%，較2013年的選舉下降約6.7個百分點。

## 經濟
根據日本2020年的國勢調查統計，羽後町的就業人口中有16.8%從事第一級產業，32%的就業人口從事第二級產業，其餘的51.2%則從事第三級產業。當地以農業等產業為主，並生產西瓜、草莓、羽後牛等農產品。由於羽後町每年會舉辦日本三大盆踊之一的西馬音内盆踊，加上境內擁有道之駅「羽後」等景點，因此吸引許多觀光客前來。根據統計，2016年至2022年羽後町每年約有63.2萬至94.3萬名遊客到訪。

## 教育
羽後町內共有4所小學校、1所中學校與1所高等學校（秋田縣立羽後高等學校）。根據2023年4月統計，町內共有506名小學生、315中學生與87名高等學校的學生。

## 交通
羽後町內沒有任何鐵路通過。當地的重要交通幹道為由東往北延伸的國道398號。而距離當地最近的鐵路車站為JR東日本奧羽本線的湯澤站。

## 外部連結
- 羽後町